# Souhvězdí Koníčka
Koníček (latinsky Equuleus) je souhvězdí na sever od nebeského rovníku. Je to druhé nejmenší souhvězdí moderní astronomie a nejmenší na severní polokouli.

## Popis souhvězdí
Koníček je nevýrazné souhvězdí. Skládá se ze čtyř hvězd, které mají představovat hlavu mladého koně. Jen jedna hvězda je jasnější 4. hvězdné velikosti
Souhvězdí Koníčka najdeme jihovýchodně od souhvězdí Pegase.
Koníček je druhé nejmenší souhvězdí oblohy, pouze souhvězdí Jižního kříže má menší rozlohu. Lze jej alespoň z části pozorovat kdekoliv na Zemi s výjimkou 2,5° zeměpisné šířky (tomu odpovídá asi 280 km) od jižního pólu.

## Dějiny
Koníček patří ke 48 souhvězdím antiky, které zavedl Ptolemaios.

## Mytologie
Souhvězdí Koníčka představuje hříbátko Celeris, bratříčka okřídleného koně Pegase. Posel bohů Hermes jej daroval Kastorovi, dvojčeti Polluxe.

## Objekty v souhvězdí

### Hvězdy
| B | F  | Jméno nebo jiné označení | m     | ly  | Spektrální třída |
| - | -- | ------------------------ | ----- | --- | ---------------- |
| α | 8  | Kitalpha                 | 3,92m | 186 | G7 III           |
| δ | 7  |                          | 4,49m | 55  | F7 V             |
| γ | 5  |                          | 4,69m | 120 | F0 IV            |
| β | 10 |                          | 5,16m |     |                  |
| ε | 1  |                          | 5,23m | 150 | F5 + F7          |
|   | 3  |                          | 5,61m |     |                  |
|   | 9  |                          | 5,82m |     |                  |
|   | 4  |                          | 5,94m |     |                  |
|   | 6  |                          | 6,07m |     |                  |
| λ | 2  |                          | 5,94m |     |                  |

α  Equulei, nejjasnější hvězda souhvězdí Koníčka, je vzdálená 186 světelných let. Je to žlutě zářící hvězda spektrální třídy G7 III. Jméno Kitalpha je arabského původu a znamená přední díl koně.

### Dvojhvězdy
| Systém | m              | Vzdálenost |
| ------ | -------------- | ---------- |
| δ      | 5,0m/5,0m      | 0,35"      |
| γ      | 4,7m/11,6m     | 2"         |
| ε      | 6,0m/6,3m/7,2m | 0,72"/     |

δ Equulei je dvojhvězda ve vzdálenosti 55 světelných let. Obě složky oběhnou kolem společného těžiště jednou za 5,7 let.
γ Equulei je pouhým okem rozlišitelná dvojhvězda, podmínkou je ovšem jasná bezměsíčná noc. Jasnější složka má magnitudu 4,7m a je vzdálená 6 minut od druhé složky dvojhvězdy a jasnosti 6,0m. je se ovšem o vizuální dvojhvězdu, obě hvězdy leží od Země ve stejném směru, ale v různé vzdálenosti.
Jasnější hvězda je ale skutečně dvojhvězda. Ve vzdálenosti 2 vteřiny se nachází její průvodce, hvězda 11. velikosti, který je gravitačně vázán na větší hvězdu. K pozorování je nutný dalekohled aspoň o průměru objektivu 15 cm.
Systém ε Equulei se skládá ze čtyř hvězd, které obíhají kolem společného těžiště.

### Proměnné hvězdy
| Hvězda | m             | Perioda    | Typ                      |
| ------ | ------------- | ---------- | ------------------------ |
| γ      | 4,58 až 4,77m | 12,2 hodin | typu Alfa Canis Venatici |
| R      | 8,0 až 15,7m  | 261 dní    | typ Mira                 |

Hlavní hvězda systému γ Equuleis je krátkoperiodická proměnná typu Alfa Canis Venatici.
R Equuleis proměnná typu Mira. Jedná se o červeného obra nebo nadobra, který mění v rytmu svoji velikost, což je provázeno značnou změnou jasnosti. Při maximu je R Equ tak jasná, že je pozorovatelná triedrem. V době minima klesne jasnost na 15,7m, takže k pozorování hvězdy je nutný větší dalekohled.

### MessieraNGCobjekty
| Messier (M) | NGC  | jiné | velikost | Typ     | Jméno |
| ----------- | ---- | ---- | -------- | ------- | ----- |
|             | 7015 |      | m        | Galaxie |       |
|             | 7040 |      | m        | Galaxie |       |
|             | 7040 |      | m        | Galaxie |       |
|             | 7045 |      | m        | Galaxie |       |
|             | 7046 |      | m        | Galaxie |       |